# Orquestra Simfònica de la Ràdio de Baviera
L'Orquestra Simfònica de la Ràdio de Baviera (Symphonieorchester des Bayerischen Rundfunks) és una orquestra de prestigi internacional, pertanyent a la Bayerischer Rundfunk (Ràdio de Baviera), amb seu a Múnic, Alemanya. És una de les tres orquestres principals de la ciutat de Múnic, en companyia de l'Orquestra Filharmònica de Múnic i l'Orquestra de l'Estat de Baviera. Les seues sales de concert habituals són el Philharmonie am Gasteig i la Herkulessaal al palau de la Residència.
L'orquestra va ser fundada l'any 1949, amb membres d'una primitiva orquestra de la ràdio com a germen inicial. Eugen Jochum va ser-ne primer director en cap entre els anys 1949 i 1960. Entre els posteriors directors principals cal esmentar Rafael Kubelík, qui seria el director principal de més durada al front de l'orquestra, Sir Colin Davis i Lorin Maazel. Des de 2003 el director principal és Mariss Jansons. El seu contracte amb l'orquestra conclou a l'agost de 2012.
L'orquestra participa en els concerts "Musica Viva", que van ser fundats pel compositor Karl Amadeus Hartmann.
Va rebre un Premi Grammy l'any 2006 a la millor interpretació orquestral per l'enregistrament de la Simfonia núm. 13 de Dmitri Xostakóvitx. També va ser designada com la sisena millor orquestra europea arran d'una enquesta feta per la revista Le Monde de la Musique.

## Directors principals
- Eugen Jochum (1949–1960)
- Rafael Kubelík (1961–1979)
- Sir Colin Davis (1983–1992)
- Lorin Maazel (1993–2002)
- Mariss Jansons (2003–2019)